# No Azz Cru
No Azz Cru är en svensk hiphop-duo, bestående av Motorisk Afasi och Professor P. Många misstar No Azz Cru som "Motorisk Afasi [feat. Professor P]". De har släppt låtar på diverse samlingsskivor/mixtapes, t.ex. Jakten På Under-Orden 3.